# 塔皮歐塞萊
塔皮歐塞萊（匈牙利語：Tápiószele）是匈牙利的城鎮，位於該國中部，由佩斯州負責管轄，面積36.99平方公里，該鎮出土的化石可追溯至新石器時代，2011年人口6,153，其中約七成居民信奉天主教。

## 外部連結
- Town's official website （页面存档备份，存于） （匈牙利文）

47°20′N 19°53′E / 47.333°N 19.883°E